# Rijneveld (polder)
Polder Rijneveld (of Rijneveldsche polder) is een polder en een voormalig waterschap in de Nederlandse provincie Zuid-Holland, in de gemeente Alphen aan den Rijn (voorheen Boskoop). In 1966 werd de polder samengevoegd met de Verenigde polder aan de Oostzijde van de Gouwe. De polder Rijneveld bestaat uit de blokken Rijneveld, het grootste, westelijke deel) en Spoelwijk, een klein, oostelijk deel.
Het waterschap was verantwoordelijk voor de vervening, drooglegging en de waterhuishouding in het gebied.
In het noorden grenst de polder aan de polder Steekt, in het oosten aan het blok De Wijk van de polder Reeuwijk. In het zuiden liggen de polderblokken Nieuwkoop, Reijerskoop en Achter-de-Biezen. De polder grenst in het westen aan de Gouwe.